# Bed-In

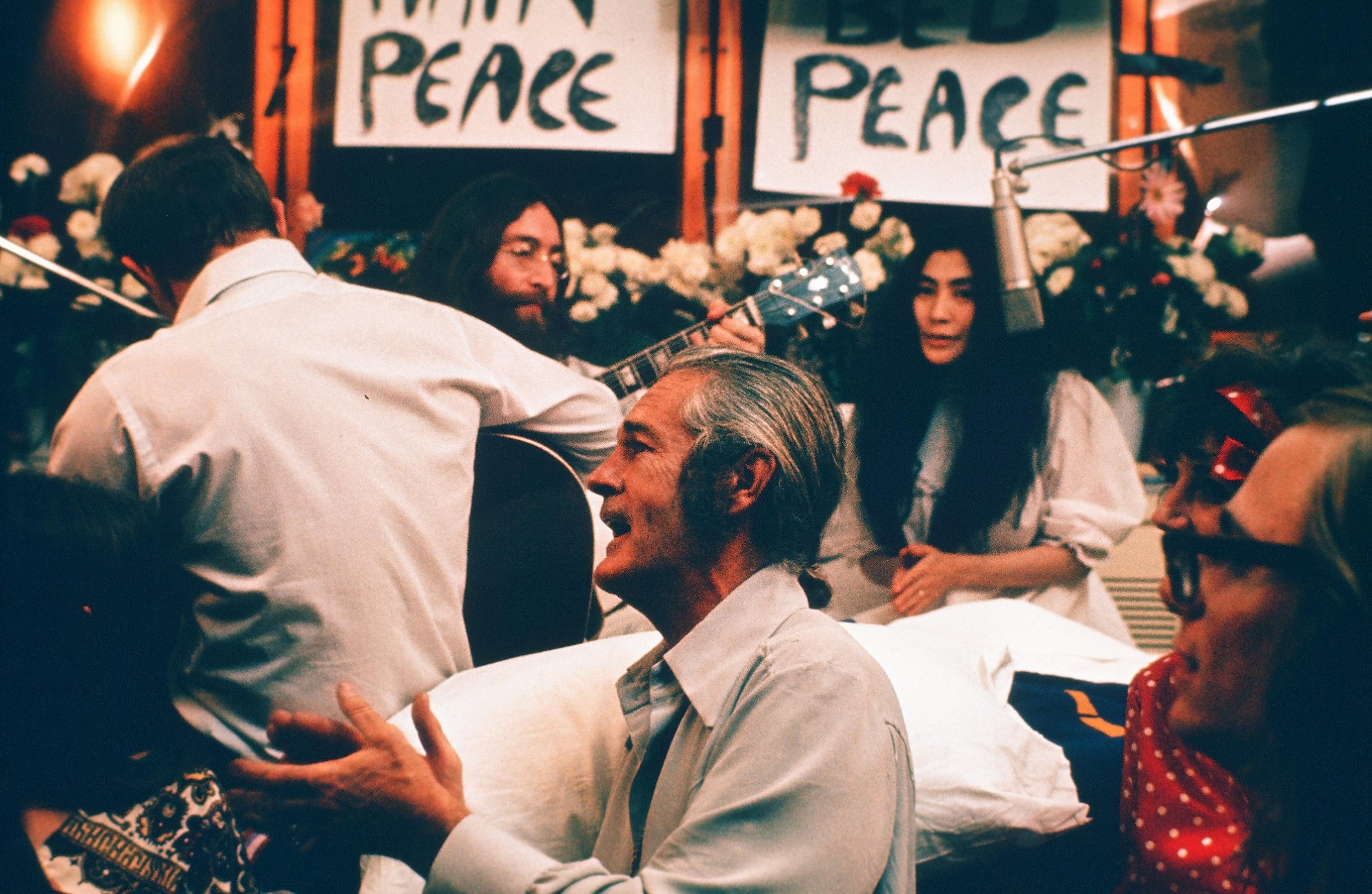
Opname van Give Peace a Chance tijdens de Bed-In in Montreal

De Bed-In was een pacifistische protestactie van John Lennon en Yoko Ono tegen de Vietnamoorlog, die zij twee keer hielden: een keer in Amsterdam en een keer in Montreal.

## Bed-In in Amsterdam
Van 25 tot 31 maart 1969 hielden Lennon en Ono hun eerste Bed-In in suite 702 van het Hiltonhotel in Amsterdam. Even daarvoor waren ze getrouwd en ze dachten met deze actie de aandacht die hun huwelijk trok te kunnen aanwenden voor de bevordering van de wereldvrede. In het Amsterdamse Hilton bracht het jonge paar inderdaad de gehele tijd door in bed, waarbij de pers aanwezig was.

## Bed-In in Montreal
Lennon en Ono waren van plan hun volgende Bed-In in de Verenigde Staten te houden, maar omdat Lennon daar veroordeeld was voor het in bezit hebben van cannabis, besloten zij naar Canada uit te wijken. In Montreal namen zij hun intrek in het Queen Elizabeth Hotel. Vanaf 26 mei 1969 verbleven zij daar zeven dagen in vier verschillende kamers. Hier namen zij het nummer Give Peace a Chance op. De Bed-In werd door de fans zeer gewaardeerd, maar de pers begreep er niets van. De Daily Mirror noteerde: A not inconsiderable talent seems to have gone completely off his rocker.

## Echo's
De Bed-In is later nog door anderen overgedaan. Onder meer door Marijke van Warmerdam en haar galeriehouder Kees van Gelder in 1992, opnieuw in het Amsterdamse Hilton. De Bed-In komt ook voor in het nummer Don't look Back in Anger van Oasis. In 2010 werd er in het Parc du Mont-Royal in Montreal een kunstwerk onthuld ter gedachtenis aan de Bed-In. Op het kunstwerk staat de tekst Give Peace a Chance in veertig talen.